# 川間町 (名古屋市)
川間町（かわまちょう）は、愛知県名古屋市港区の地名。現行行政地名は川間町1丁目から川間町3丁目。住居表示未実施。

## 地理
名古屋市港区中央北端部に位置する。東は小割通、西は正保町、南は川西通、北は中川区に接する。

## 歴史

### 町名の由来
中川運河と荒子川に挟まれた土地であることに由来するという。また、東海通（川西通）沿いにオタラク川という川が存在し、またその北側の川に挟まれた土地であることによるともいう。

### 沿革
- 1961年（昭和36年）3月28日 - 港区小碓町の一部により、同区川間町として成立する[1]。

## 世帯数と人口
2019年（平成31年）3月1日現在の世帯数と人口は以下の通りである。
| 町丁   | 世帯数  | 人口    |
| ------ | ------- | ------- |
| 川間町 | 923世帯 | 2,083人 |

### 人口の変遷
国勢調査による人口の推移
| 2000年（平成12年） | 2,250人 | [ WEB 6 ] |  |
| 2005年（平成17年） | 2,146人 | [ WEB 7 ] |  |
| 2010年（平成22年） | 2,068人 | [ WEB 8 ] |  |
| 2015年（平成27年） | 2,025人 | [ WEB 9 ] |  |

## 学区
市立小・中学校に通う場合、学校等は以下の通りとなる。また、公立高等学校に通う場合の学区は以下の通りとなる。
| 番・番地等 | 小学校               | 中学校               | 高等学校 |
| ---------- | -------------------- | -------------------- | -------- |
| 全域       | 名古屋市立正保小学校 | 名古屋市立港北中学校 | 尾張学区 |

## 施設
- 中部鋼鈑中川工場[2]
- 川間公園[2]

1991年（平成3年）4月1日供用開始。
- 真宗大谷派明徳寺[2]
- 中川整形外科[2]
- 小西洋平芸術館

3丁目に所在する食品会社INTの2階に開設された私営の美術館。常滑焼の急須職人で、常滑市無形文化財保持者でもある小西洋平の作品に惚れ込んだ同社社長の夏和剛が収集した小西制作の急須やオブジェなどの作品約200点を展示しているという。一般に公開されており、土日の見学に限っては事前の予約が必要となっている。
- 龍神社

## その他

### 日本郵便
- 郵便番号 : 455-0076[WEB 3]（集配局：名古屋港郵便局[WEB 13]）。

### WEB
1. 1 2  “愛知県名古屋市港区の町丁・字一覧”.   人口統計ラボ. 2017年10月7日閲覧。
2. 1 2  “町・丁目(大字)別、年齢(10歳階級)別公簿人口(全市・区別)”.   名古屋市 (2019年3月20日). 2019年3月21日閲覧。
3. 1 2  “郵便番号”.  日本郵便. 2019年3月17日閲覧。
4. ↑  “市外局番の一覧”.   総務省. 2019年1月6日閲覧。
5. ↑  名古屋市役所市民経済局地域振興部住民課町名表示係 (2015年10月21日). “港区の町名一覧”.   名古屋市. 2020年11月15日閲覧。
6. ↑  名古屋市役所総務局企画部統計課統計係 (2005年7月1日). “（刊行物）名古屋の町(大字)・丁目別人口 (平成12年国勢調査) 港区” (XLS). 2017年10月8日閲覧。
7. ↑  名古屋市役所総務局企画部統計課統計係 (2007年6月29日). “平成17年国勢調査　名古屋の町(大字)別・年齢別人口 港区” (XLS). 2017年10月8日閲覧。
8. ↑  名古屋市役所総務局企画部統計課統計係 (2012年6月29日). “平成22年国勢調査　名古屋の町(大字)別・年齢別人口 港区” (XLS). 2017年10月8日閲覧。
9. ↑  名古屋市役所総務局企画部統計課統計係 (2017年7月7日). “平成27年国勢調査　名古屋の町(大字)別・年齢別人口” (XLS). 2017年10月8日閲覧。
10. ↑  “市立小・中学校の通学区域一覧”.   名古屋市 (2018年11月10日). 2019年1月14日閲覧。
11. ↑  “平成29年度以降の愛知県公立高等学校（全日制課程）入学者選抜における通学区域並びに群及びグループ分け案について”.   愛知県教育委員会 (2015年2月16日). 2019年1月14日閲覧。
12. 1 2 3  “急須職人小西さんが名古屋で「芸術館」オープン”.   中日新聞社 (2018年12月9日). 2018年12月10日時点のオリジナルよりアーカイブ。2018年12月10日閲覧。
13. ↑  “郵便番号簿 2018年度版” (PDF).   日本郵便. 2019年4月14日閲覧。

### 文献
1. 1 2  名古屋市計画局 1992, p. 840.
2. 1 2 3 4 5 6  「角川日本地名大辞典」編纂委員会 1989, p. 1530.
3. ↑  名古屋市計画局 1992, p. 515.
4. ↑  名古屋市計画局 1992, pp. 515–516.
5. ↑  “都市公園の名称、位置及び区域並びに供用開始の期日” (2019年5月1日). 2019年11月3日閲覧。